# Rudinská
Rudinská este o comună slovacă, aflată în districtul Kysucké Nové Mesto din regiunea Žilina. Localitatea se află la altitudinea de 448 m deasupra n.m., se întinde pe o suprafață de 10,77 km2 și în 2017 număra 985 de locuitori.

## Istoric
Localitatea Rudinská este atestată documentar din 1598.

## Demografie
| An:                | 1994 | 2004   | 2014   | 2024   |
| ------------------ | ---- | ------ | ------ | ------ |
| Număr de persoane: | 894  | 969    | 987    | 1035   |
| Diferență:         |      | +8,38% | +1,85% | +4,86% |

| An:                | 2023 | 2024   |
| ------------------ | ---- | ------ |
| Număr de persoane: | 1034 | 1035   |
| Diferență:         |      | +0,09% |